# Бернт, Рейнхольд
Рейнхольд Бернт (нем. Reinhold Bernt, настоящее имя Рейнхольд Бинерт (Reinhold Bienert); 19 декабря 1902, Берлин — 26 октября 1981, Западный Берлин) — немецкий актёр и сценарист.

## Биография
Получив актёрское образование, дебютировал на сцене Штутгарта, затем вернулся в Берлин, где со своим братом актёром Герхардом Бинертом и другими коллегами по цеху организовал «Группу молодых актёров», ставившую преимущественно пьесы социальной направленности. Впоследствии работал и на других берлинских сценах, с 1930 года снимался в кино, в частности, в знаменитом «Голубом ангеле». Снялся в главных ролях в нескольких фильмах, работал ассистентом режиссёра и сценаристом с Карлом Валентином и Лизль Карлштадт. Также снимался в пропагандистских лентах — «Квексе из гитлерюгенда» и «От имени народа». Сыграл роль второго плана в фильме Файта Харлана «Еврей Зюсс». После Второй мировой войны служил в берлинском театре имени Шиллера и снимался на киностудии DEFA, а также работал на радио.

## Фильмография
- 1930: Голубой ангел — Der blaue Engel
- 1931: Salto mortale
- 1931: Der Draufgänger
- 1932: Peter Voß, der Millionendieb
- 1933: Квекс из гитлерюгенда — Hitlerjunge Quex
- 1935: Kirschen in Nachbars Garten
- 1936: Donner, Blitz und Sonnenschein
- 1936: Truxa
- 1936: Der Bettelstudent
- 1938: Mordsache Holm
- 1939: Alarm auf Station III
- 1939: От имени народа — Im Namen des Volkes
- 1940: Еврей Зюсс — Jud Süß
- 1940: Carl Peters
- 1949: Rotation
- 1950: Bürgermeister Anna
- 1950: Die Jungen von Kranichsee
- 1950: Semmelweis — Retter der Mütter
- 1956: Anastasia, die letzte Zarentochter
- 1961: Zwei unter Millionen
- 1964: Herrenpartie